# العلاقات اليمنية السيراليونية
العلاقات اليمنية السيراليونية هي العلاقات الثنائية التي تجمع بين اليمن وسيراليون.

## مقارنة بين البلدين
هذه مقارنة عامة ومرجعية للدولتين:
| وجه المقارنة                                              | اليمن                   | سيراليون       |
| --------------------------------------------------------- | ----------------------- | -------------- |
| المساحة (كم2)                                             | 555.00 ألف              | 71.74 ألف      |
| عدد السكان (نسمة)                                         | 28.25 مليون             | 7.56 مليون     |
| الكثافة السكانية (ن./كم²)                                 | 50.9                    | 105.38         |
| العاصمة                                                   | صنعاء عدن (عاصمة مؤقتة) | فريتاون        |
| اللغة الرسمية                                             | اللغة العربية           | لغة إنجليزية   |
| العملة                                                    | ريال يمني               | ليون سيراليوني |
| الناتج المحلي الإجمالي (بليون دولار)                      | 18.21 مليار             | 3.77 مليار     |
| الناتج المحلي الإجمالي (تعادل القوة الشرائية) بليون دولار | 75.69 مليار             | 10.13 مليار    |
| الناتج المحلي الإجمالي الاسمي للفرد دولار أمريكي          | 1.41 ألف                | 653            |
| الناتج المحلي الإجمالي للفرد دولار أمريكي                 |                         | 1.97 ألف       |
| مؤشر التنمية البشرية                                      | 0.498                   | 0.413          |
| رمز المكالمات الدولي                                      | +967                    | +232           |
| رمز الإنترنت                                              | .ye                     | .sl            |
| المنطقة الزمنية                                           | ت ع م+03:00             | 00             |

## منظمات دولية مشتركة
يشترك البلدان في عضوية مجموعة من المنظمات الدولية، منها:
| علم المنظمة | اسم المنظمة                                                | تاريخ انضمام اليمن | تاريخ انضمام سيراليون |
| ----------- | ---------------------------------------------------------- | ------------------ | --------------------- |
|             | مؤسسة التنمية الدولية                                      | 22 مايو 1970       | 13 نوفمبر 1962        |
|             | مؤسسة التمويل الدولية                                      | 22 مايو 1970       | 10 سبتمبر 1962        |
|             | منظمة حظر الأسلحة الكيميائية                               | ?                  | ?                     |
|             | الأمم المتحدة                                              | 30 سبتمبر 1947     | 27 سبتمبر 1961        |
|             | الاتحاد الدولي للاتصالات                                   | 1931               | 30 ديسمبر 1961        |
|             | منظمة التعاون الإسلامي                                     | ?                  | ?                     |
|             | منظمة الشرطة الجنائية الدولية                              | ?                  | ?                     |
|             | الاتحاد البريدي العالمي                                    | ?                  | ?                     |
|             | البنك الدولي للإنشاء والتعمير                              | 3 أكتوبر 1969      | 10 سبتمبر 1962        |
|             | المركز الدولي لتسوية المنازعات الاستشارية                  | 20 نوفمبر 2004     | 14 أكتوبر 1966        |
|             | وكالة ضمان الاستثمار متعدد الأطراف                         | 12 مارس 1996       | 20 يونيو 1996         |
|             | العملية المشتركة للاتحاد الأفريقي والأمم المتحدة في دارفور | ?                  | ?                     |
|             | يونسكو                                                     | 2 أبريل 1962       | 28 مارس 1962          |